# Bora-hansgrohe/Saison 2020
Diese Liste beschreibt die Mannschaft und die Erfolge des Radsportteams Bora-hansgrohe in der Saison 2020.

## Mannschaft
| Teamkader 2020          | Teamkader 2020     | Teamkader 2020 | Teamkader 2020                             |
| Name                    | Geburtsdatum       | Land           | Vorheriges Team                            |
| ----------------------- | ------------------ | -------------- | ------------------------------------------ |
| Pascal Ackermann        | 17. Januar 1994    | Deutschland    | Rad-net Rose (2016)                        |
| Erik Baška              | 12. Januar 1994    | Slowakei       | Tinkoff (2016)                             |
| Cesare Benedetti        | 3. August 1987     | Italien        | UC Bergamasca 1902-De Nardi-Colpack (2009) |
| Maciej Bodnar           | 7. März 1985       | Polen          | Tinkoff (2016)                             |
| Emanuel Buchmann        | 18. November 1992  | Deutschland    | Rad-net Rose (2014)                        |
| Marcus Burghardt        | 30. Juni 1983      | Deutschland    | BMC Racing Team (2016)                     |
| Jempy Drucker           | 3. September 1986  | Luxemburg      | BMC Racing Team (2018)                     |
| Matteo Fabbro           | 10. April 1995     | Italien        | Katusha-Alpecin (2019)                     |
| Patrick Gamper          | 18. Februar 1997   | Österreich     | Kometa (2019)                              |
| Oscar Gatto             | 1. Januar 1985     | Italien        | Astana (2018)                              |
| Felix Großschartner     | 23. Dezember 1993  | Österreich     | CCC Sprandi Polkowice (2017)               |
| Lennard Kämna           | 9. September 1996  | Deutschland    | Team Sunweb (2019)                         |
| Patrick Konrad          | 13. Oktober 1991   | Österreich     | Gourmetfein Simplon Wels (2014)            |
| Martin Laas             | 15. September 1993 | Estland        | Illuminate (2019)                          |
| Rafał Majka             | 12. September 1989 | Polen          | Tinkoff (2016)                             |
| Jay McCarthy            | 8. September 1992  | Australien     | Tinkoff (2016)                             |
| Gregor Mühlberger       | 4. April 1994      | Österreich     | Felbermayr Simplon Wels (2015)             |
| Daniel Oss              | 13. Januar 1987    | Italien        | BMC Racing Team (2017)                     |
| Paweł Poljański         | 6. Mai 1990        | Polen          | Tinkoff (2016)                             |
| Lukas Pöstlberger       | 10. Januar 1992    | Österreich     | Tirol Cycling Team (2015)                  |
| Juraj Sagan             | 23. Dezember 1988  | Slowakei       | Tinkoff (2016)                             |
| Peter Sagan             | 26. Januar 1990    | Slowakei       | Tinkoff (2016)                             |
| Maximilian Schachmann   | 9. Januar 1994     | Deutschland    | Quick-Step Floors (2018)                   |
| Ide Schelling           | 6. Februar 1998    | Niederlande    | SEG Racing Academy (2019)                  |
| Andreas Schillinger     | 13. Juli 1983      | Deutschland    | Nutrixxion Sparkasse (2009)                |
| Michael Schwarzmann     | 7. Januar 1991     | Deutschland    |                                            |
| Rüdiger Selig           | 19. Februar 1989   | Deutschland    | Katusha (2015)                             |
|                         |                    |                |                                            |
| Quelle: ProCyclingStats |                    |                |                                            |

## Erfolge

### Erfolge in der UCI WorldTour
In der Saison 2020 gelangen dem Team nachstehende Erfolge in der UCI WorldTour.
| Datum         | Rennen                          | Fahrer                |
| ------------- | ------------------------------- | --------------------- |
| 23. Februar   | 1. Etappe UAE Tour              | Pascal Ackermann      |
| 8. März       | 1. Etappe Paris-Nizza           | Maximilian Schachmann |
| 8.–14. März   | Gesamtwertung Paris-Nizza       | Maximilian Schachmann |
| 15. August    | 4. Etappe Critérium du Dauphiné | Lennard Kämna         |
| 7. September  | 1. Etappe Tirreno-Adriatico     | Pascal Ackermann      |
| 8. September  | 2. Etappe Tirreno-Adriatico     | Pascal Ackermann      |
| 15. September | 16. Etappe Tour de France       | Lennard Kämna         |
| 13. Oktober   | 10. Etappe Giro d’Italia        | Peter Sagan           |
| 29. Oktober   | 9. Etappe Vuelta a España       | Pascal Ackermann      |
| 8. November   | 18. Etappe Vuelta a España      | Pascal Ackermann      |

### Erfolge bei der UCI ProSeries
Bei den Rennen der UCI ProSeries im Jahr 2020 gelangen dem Team nachstehende Erfolge.
| Datum       | Rennen                     | Fahrer              |
| ----------- | -------------------------- | ------------------- |
| 16. Februar | Clásica de Almería         | Pascal Ackermann    |
| 28. Juli    | 1. Etappe Burgos-Rundfahrt | Felix Großschartner |

### Erfolge in den Continental Circuits
In den Rennen des UCI Continental Circuits gelangen dem Team nachstehende Erfolge.
| Datum         | Rennen                           | Kat. | Sieger            |
| ------------- | -------------------------------- | ---- | ----------------- |
| 31. Januar    | Trofeo Serra de Tramuntana       | 1.1  | Emanuel Buchmann  |
| 24. Juli      | 1. Etappe Sibiu Cycling Tour     | 2.1  | Gregor Mühlberger |
| 25. Juli      | 2. Etappe Sibiu Cycling Tour     | 2.1  | Pascal Ackermann  |
| 26. Juli      | 3a. Etappe Sibiu Cycling Tour    | 2.1  | Gregor Mühlberger |
| 26. Juli      | 3b. Etappe Sibiu Cycling Tour    | 2.1  | Pascal Ackermann  |
| 23.–26. Juli  | Gesamtwertung Sibiu Cycling Tour | 2.1  | Gregor Mühlberger |
| 16. September | 1a. Etappe Slowakei-Rundfahrt    | 2.1. | Martin Laas       |
| 18. September | 3. Etappe Slowakei-Rundfahrt     | 2.1. | Martin Laas       |

### Erfolge in den Nationalen Straßen-Radsportmeisterschaften
In den Rennen der Nationalen Straßen-Radsportmeisterschaften 2020 konnte das Team nachstehende Titel erringen.
| Datum      | Rennen                                    | Sieger      |
| ---------- | ----------------------------------------- | ----------- |
| 22. August | Slowakische Meisterschaft – Straßenrennen | Juraj Sagan |